# AG Nextinnovation
AG Nextinnovationは、静岡県浜松市にあるソフトウエア開発会社。正式登記名称を株式会社ネクストイノベーションという。非上場。

## 業種
- コンピューターソフトウエア開発
- アンドロイド・iアプリの開発
- BMWチューニング
- 第5世代ECU[1]のプログラミング及び車載型コンピューターの開発
- ホームページにて確認

## 製品
学研発行のBMW COMPLETE 2015 VOL63によると株式会社ネクストイノベーションは、現在まで日本国内で販売されていなかった第5世代ECUのチューニングを成功したとある。
製品的には「フルコン」フルコンピューターというあまり馴染みのない製品であるが2014年の時点で車輌販売メーカー及び製品開発メーカー以外コンピューターの解析がされていないため第5世代ECUの書換と車輌に搭載するフルコンピューターを開発した。
その性能は、西ドイツMoTeC社のフルコンピューターと同等のポテンシャルを発揮する。
次世代型のチューニングとして製品にはアジアを含め、国内外に製品を販売している。
当初は、BMW専用のみの販売であったが、2015年よりMercedes/MINI/JAGUAR/ROVERなどの車種に搭載される第5世代ECU（BOSCH社製/コンチネンタル社製/DENNSO社製)のECUに対応したフルコンピューターの開発に成功している。
開発コンセプトに関して「走る車をさらに早くする」「重たい・物足らないパワーを生まれ変わらせる」などの観点から開発依頼があり、「スタイリングが最高だが、重くて走らない」ROVERのイヴォーグのスペックを
- 最大出力([ps]/rpm) 240/5500⇒327/6100
- 最大トルク([kg-m]/rpm) 34.7/1750⇒59.8/1890

コンピューターチューニングのみのチューニングDATAとして記載がある。
しかし、製品の取付けがDME/ECUとの接続作業がともなうためか、販売店の数が極端に2015年時点で少なく、一般ユーザーの購入のネックとなっている。

## 特筆性 サブコンとの相違点
一般的に車輌に取り付けるサブコンピューターと言われるモノとの相違点はサブコンピューターはカプラー式取り付けで簡単に取り付けが出来るがDME/ECUとの相互接続ではなく一方的に疑似信号を送りDME/ECUに偽の信号を送り補正させるものだが、フルコンピューターは相互通信でデータ共有がDME/ECUとされているモノをさす。
2014年の時点で第五世代ECUに対応した市販のフルコンを世界で唯一開発している。

## DEMO CAR
- BMW
- F30 320D
- F10 528I
- F06 M6CG
※ BMW M6 にフルコンピューターを装着し、最高出力946HP/7200RPM　105kgm/4250RPM
0-100km2.9sec 最高速度338kmを記録している。
300km以上の走行テストもYouTubeで公開している[3]。
- MINI F56
- Mercedes GLE 180
- JAGUAR XE3.0
- ROVER イヴォーグ